# PZK (album)
Albums de PZK
La Loi De La Jungle
(2012)
Singles
1. Les filles adorent
Sortie : 2009
2. Comme ça
Sortie : 2009

Pzk est le premier album du groupe du même nom PZK. L'album est certifié en France disque d'or.

## Liste des chansons
| No  | Titre              | Auteur | Producteur(s)                    | Durée |
| --- | ------------------ | --- | -------------------------------- | ----- |
| 1.  | Les filles adorent | Dominique Gauriaud, Jurij Prette, Nicolas Brisson, Hugo Blondel, Clément Simpelaere, Mendji Tebabes, Florent Pyndhia, Martino Roberts, Alberto Bof | Dominique Gauriaud, Jurij Prette | 3:05  |
| 2.  | Banalize           | Gauriaud, Prette, Blondel, Simpelaere, Tebabes, Pyndhia, Bof, Antoine Delbaere                                                                     | Gauriaud, Prette                 | 3:15  |
| 3.  | Bordelik boy       | Gauriaud, Prette, Brisson, Blondel, Simpelaere, Bof, Delbaere                                                                                      | Gauriaud, Prette                 | 3:27  |
| 4.  | Mister dingue      | Gauriaud, Prette, Blondel, Simpelaere, Tebabes, Pyndhia, Bof                                                                                       | Gauriaud, Prette                 | 3:38  |
| 5.  | Accord parental    | Gauriaud, Prette, Blondel, Simpelaere, Tebabes, Pyndhia, Bof, Delbaere                                                                             | Gauriaud, Prette                 | 3:31  |
| 6.  | Xit moi            | Gauriaud, Prette, Blondel, Simpelaere, Tebabes, Bof                                                                                                | Gauriaud, Prette                 | 4:09  |
| 7.  | Girl               | Gauriaud, Prette, Brisson, Blondel, Simpelaere, Pyndhia, Bof                                                                                       | Gauriaud, Prette                 | 3:19  |
| 8.  | School boy         | Gauriaud, Prette, Brisson, Blondel, Simpelaere, Tebabes, Pyndhia, Bof                                                                              | Gauriaud, Prette                 | 3:38  |
| 9.  | Wild rhubarbe      | Gauriaud, Prette, Blondel, Simpelaere, Tebabes, Pyndhia, Bof                                                                                       | Gauriaud, Prette                 | 3:43  |
| 10. | Pas envie          | Gauriaud, Prette, Blondel, Simpelaere, Tebabes, Pyndhia, Bof                                                                                       | Gauriaud, Prette                 | 3:32  |
| 11. | T-shirt            | Gauriaud, Prette, Brisson, Blondel, Simpelaere, Tebabes, Pyndhia, Bof                                                                              | Gauriaud, Prette                 | 3:11  |
| 12. | Comme ça           | Gauriaud, Prette, Blondel, Simpelaere, Tebabes, Pyndhia, Bof, Delbaere                                                                             | Gauriaud, Prette                 | 3:34  |

## Classements
| Classement (2009) | Meilleure position |
| ----------------- | ------------------ |
| France (SNEP)     | 19                 |

## Certification
| Région                                                                                                 | Certification | Ventes/Streams |
| --- | ------------- | -------------- |
| France (SNEP)                                                                                          | Or            | 50 000*        |
| *Ventes selon la certification ^Mise en rayon selon la certification xNon précisé par la certification |               |                |